# Stazione di Higashi-Kishiwada
La stazione di Higashi-Kishiwada (東岸和田駅?, Higashi-Kishiwada-eki) è una stazione ferroviaria della città di Kishiwada, nella prefettura di Osaka in Giappone. La stazione è gestita dalla JR West e serve la linea Hanwa.

## Linee
JR West
■ Linea Hanwa

## Struttura
La stazione è costituita da due marciapiedi a isola con 4 binari in superficie.
| 1-2 | ■ Linea Hanwa | per Kumatori, Kansai Aeroporto e Wakayama |
| 3-4 | ■ Linea Hanwa | per Ōtori, Tennōji e Osaka                |

## Stazioni adiacenti
| ≪           | Servizio                                            | ≫               |
| Linea Hanwa | Linea Hanwa                                         | Linea Hanwa     |
| ----------- | --------------------------------------------------- | --------------- |
| Shimomatsu  | Locale Rapido Regionale                             | Higashi-Kaizuka |
| Izumi-Fuchū | Rapido Kankū Rapido Kishūji Rapido B Rapido Diretto | Kumatori        |